# Rue Beausoleil
La rue Beausoleil est une voie de Nantes, en France.

## Situation et accès
Située dans le centre-ville de Nantes, la rue Beausoleil, qui relie la rue Saint-Vincent à la rue de Strasbourg, est bitumée. Elle n'est plus ouverte à la circulation automobile depuis Décembre 2021, il s'agit désormais d'une rue piétonne fermée par deux barrières manœuvrable. Longue de 60 mètres, elle ne rencontre aucune autre voie.

## Historique
Autrefois dénommée « rue du Soleil », l'artère rebaptisée de son nom actuel par arrêté du maire du 13 août 1818.